# Контейнерний термінал Суецького каналу
Контейнерний термінал Суецького каналу (араб. شركة قناة السويس للحاويات) — контейнерний термінал, розташований у Порт-Саїд Східний і функціонує як перевантажувальний центр для Східного Середземного моря біля північного входу до Суецького каналу. Термінал працює з жовтня 2004 року. Контейнерний термінал Суецького каналу (SCCT) є приватною спільною компанією, яка отримала концесію на будівництво, експлуатацію та управління цим новим терміналом. Більшість (55%) акцій SCCT належить APM Terminals. 20% акцій належить COSCO, 10% належить Suez Canal & Affiliates, 5% — Національному банку Єгипту (NBE), а решта 10% — єгипетському приватному сектору.

## Історія
Уряд Єгипту підписав концесійну угоду терміном на 30 років у зв’язку з потребою в контейнерному терміналі в Порт-Саїді. У 2002 році [потрібна цитата] Єгипет ратифікував додаткову концесійну угоду після попереднього схвалення проекту терміналу. у 2001 році [потрібна цитата]
Будівництво SCCT вперше розпочалося у 2003 році [потрібна цитата] і була встановлена цільова дата 1 жовтня наступного року. Контейнерний термінал Суецького каналу почав працювати в жовтні 2004 року.
У 2007 році уряд Єгипту підписав концесійну угоду для розвитку "Фази II" об'єкта SCCT.